# Joan Soler i Bultó
Joan Soler i Bultó   (Barcelona, 25 de novembre de 1927 - Sant Pere de Ribes, 6 de desembre de 2017) va ser un pilot de motociclisme català, un dels protagonistes destacats d'aquest esport a Catalunya durant les dècades de 1950 i 1960. Després d'haver competit amb èxit en tota mena de disciplines, des del motociclisme de velocitat al motocròs i l'enduro passant per la resistència, a començaments dels anys 60 fou un dels pioners del trial a la península Ibèrica. Casat amb Josefina Alegre i Serrat tingué nou fills, un dels quals, Manuel Soler, seguí el seu exemple i a final dels anys setanta arribà a ser un dels millors pilots de trial de l'escena internacional.
Al llarg de la seva vida, Joan Soler va ocupar diversos càrrecs de responsabilitat relacionats amb el món del motor, com ara director tècnic i cap del departament de prototipus i competició de Bultaco, director del Circuit de Catalunya i membre de la junta directiva del RACC. Era fill de Josep Antoni Soler i Urgell, Jasu, cunyat de Francesc Xavier Bultó i, per tant, nebot d'aquest. Jasu fou justament qui posà en contacte a Francesc Xavier Bultó amb un amic seu, Pere Permanyer, promovent així el naixement de Montesa.

## Trajectòria esportiva
Competí des de ben jove en curses de velocitat com a pilot oficial de Montesa, arribant a guanyar dos Campionats d'Espanya de 125 cc (els anys 1946 i 1950) i aconseguint de passada ser el primer català a puntuar en un Gran Premi del Campionat del món: fou al GP d'Espanya de 1951 disputat al Circuit de Montjuïc, on quedà cinquè en 125 cc, posició que repetí al Tourist Trophy poques setmanes després. Compaginà aquesta activitat amb les curses de resistència, havent estat el guanyador de la primera edició de les 24 Hores de Montjuïc (el 1955) formant parella amb Josep Maria Llobet "Turuta". Fou també Campió d'Espanya d'aquesta disciplina l'any 1959 amb una Bultaco, la nova marca que acabava de crear el seu oncle aquell mateix any.

### Pioner del trial
A començaments dels 60, la família Bultó tingué un paper clau en la introducció del trial a Catalunya i l'expansió internacional d'aquest esport arreu del món. El 1962, Joan Soler i el seu cosí Oriol Puig Bultó participaren en un trial que organitzà la FIM a París per tal d'investigar sobre el terreny aquella desconeguda disciplina i millorar els prototipus de la marca.
Després d'alguns contactes amb el campió Sammy Miller, Francesc Xavier Bultó aconseguí que el nord-irlandès es desplacés, l'estiu de 1964, a la seva finca particular de Cunit per tal de posar a punt el prototipus que acabaria esdevenint la revolucionària Sherpa T. Joan Soler col·laborà amb el seu oncle en la tasca d'adaptar aquella moto a les necessitats de Miller. Poc després, a l'octubre, participà en una prova promocional de trial a Grenoble, acompanyat entre altres catalans per Pere Pi, Manuel Giró i els seus parents Oriol Puig Bultó, Jaume Marquès, Isidre Marquès i Ignasi Bultó.
A partir d'aleshores, Joan Soler guanyà diverses proves de trial en la fase inicial d'aquest esport al país, com ara el I Trial del Tibidabo (en què pilotà encara una Sherpa N) i el I Trial de Nadal aquell mateix 1964, o el I Trial de Reis i el I Trial de Sant Llorenç el 1967, quan ja feia un parell d'anys que la Sherpa T havia fet la seva fulgurant aparició. Fou també el guanyador del I Campionat de Catalunya de trial, consistent en vuit proves disputades entre 1964 i 1965.